# Clube Desportivo Macaé Sports (piłka siatkowa kobiet)
Clube Desportivo Macaé Sports – żeński klub piłki siatkowej z Brazylii. Został założony w 1998 roku z siedzibą w mieście Macaé.